# カライ派

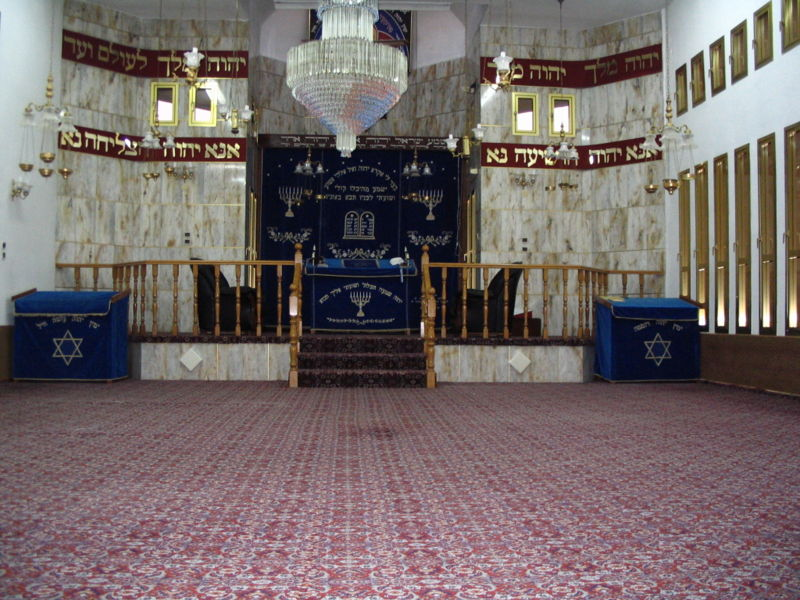
カライ派の祭壇

カライ派（Karaite Judaism, Karaism, קְרָאִים 現代ヘブライ語 Qəraʾim; ティベリア・ヘブライ語 Qərāʾîm）は、モーセ五書のみを権威と認めるユダヤ教の一派。口伝律法であるタルムードも権威として認めるラビ・ユダヤ教とは異なり、タルムードの権威は一切認めない。
/qr'/は読むという意味で、ミクラーなどの語根でもある。カライとは「文字を読む者」「文字の解釈に精通する者」を意味するアラム語である。
8世紀半ばのバビロニアのラビ、アナン・ベン・ダヴィドを創始者とする。同氏やその子孫を独自の指導者と仰ぐようになった一派は当初アナン派と呼ばれていたが、9世紀以降はカライ派と呼ばれるようになった。
ミシュナーなどを認めないことは、古代のサドカイ派に通じるところがあり、実際にその起源はサドカイ派に求められるとされる。またイスラム教のムゥタズィラ派からの影響も伺われ、カライ派が確立したこの哲学は後にサアディア・ガオンへ通じ、ラビ・ユダヤ教にも普及した。皮肉にもこうして生まれた近似はカライ派との対立を深めた。サアディアはこうしてカライ派の影響を受けて改革されたラビ・ユダヤ教の論理で、カライ派への攻撃を行うことになった。

## シャバット
聖書の厳密な解釈と実行が殊に現れるのはシャバットでの過ごし方にあり、家からの外出をしないばかりか火を焚く行為も行わない。

## 今日のカライ派
イスラエル、カイロ、イスタンブール、クリミア、ポーランド、リトアニアにコミュニティーが残っている。
リトアニアのトラカイには、カライ派ユダヤ教徒を扱った博物館や、カライ派料理のレストランがある。また、この町ではカライ派ユダヤ教徒の祭典も催される。トラカイ市の新しい紋章は、カライ派ユダヤ教徒を象徴しているという説もある。

## カライ派文書
特に「黄金時代」にミクラー註解書、様々な論議などの膨大な文献が生み出された。これらの文書は、カライ派以外の新しくまた不備な点のないミシュナーとタルムードを護る動き― サアディア・ガオンとサアディアのカライ派への批判論的文書がその頂点に達した ― を誘発した。